# Zang Kejia

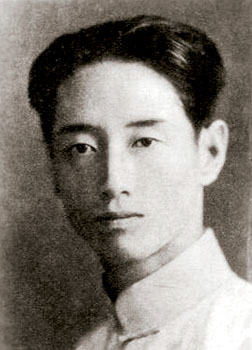
Zang Kejia (Qingdao, 1933)

Zang Kejia (chinesisch 臧克家, Pinyin Zāng Kèjiā, geboren 8. Oktober 1905 in Zhucheng, Shandong, gestorben 5. Februar 2004 in Peking) war ein chinesischer Dichter, der als Mitglied der Chinesischen Demokratischen Liga (中国民主同盟) auch politisch aktiv war. Zusammen mit Zhou Zhenfu (周振甫; 1911–2000) gab er im Jahr 1957 Ausgewählte Gedichte des Vorsitzenden Mao mit Anmerkungen und Kommentar heraus.

## Leben
Zang wurde im Oktober 1905 in der ostchinesischen Provinz Shandong geboren und besuchte ab 1923 die Shandong Provincial First Normal School. Später wurde er an der Zweigstelle Wuhan der Zentralen Militär- und Politischen Schule ausgebildet. Von 1930 bis 1934 war Zang Student an der Abteilung für chinesische Sprache der Shandong-Universität. Er veröffentlichte 1937 seine erste Gedichtsammlung mit dem Titel Laoyin (烙印 làoyìn  Brandmale) und 1946 eine Sammlung politisch-ironischer Verse. Nach dem Ausbruch des Krieges leistete Zang kulturelle Propagandaarbeit für die Armee. Nach dem Krieg war er an redaktionellen Aktivitäten beteiligt und veröffentlichte seine erste Sammlung von Kurzgeschichten und Prosa.
In der "Kulturrevolution" hörten literarisches Schaffen und soziale Aktivitäten auf, und er wurde nach Xianning in Hubei in eine 7.-Mai-Kaderschule geschickt. Zang war von 1957 bis 1964 Chefredakteur der literarischen Zeitschrift Shikan 詩刊 und stellvertretender Ehrenpräsident des Chinesischen Schriftstellerverbandes.
Er starb im hohen Alter von 99 Jahren.